# Matan (Izrael)
Matan (hebrejsky מתן, doslova „Dar“, v oficiálním přepisu do angličtiny Mattan) je vesnice typu společná osada (jišuv kehilati) v Izraeli, v Centrálním distriktu, v Oblastní radě Drom ha-Šaron.

## Geografie
Leží v nadmořské výšce 70 metrů na pomezí hustě osídlené a zemědělsky intenzivně využívané pobřežní nížiny, respektive Šaronské planiny, a kopcovitých oblastí podél Zelené linie oddělujících vlastní Izrael v mezinárodně uznávaných hranicích od okupovaného Západního břehu Jordánu.
Obec se nachází 16 kilometrů od břehu Středozemního moře, cca 20 kilometrů severovýchodně od centra Tel Avivu a cca 73 kilometrů jižně od centra Haify. Stavebně je propojena se sousedním sídlem Jarchiv. Matan obývají Židé, přičemž osídlení v tomto regionu je etnicky smíšené. V pobřežní nížině na západní straně převládá židovské obyvatelstvo. Necelé 2 kilometry západním směrem odtud ale leží i město Džaldžulja, které je součástí takzvaného Trojúhelníku obývaného izraelskými Araby. Další arabská sídla v rámci Trojúhelníku leží jižně odtud (Kafr Bara a Kafr Kasim). Obec leží přímo na Zelené linii, za kterou leží další arabská (palestinská) sídla.
Matan je na dopravní síť napojen pomocí lokální silnice číslo 5233. Západně od vesnice prochází severojižním směrem dálnice číslo 6.

## Dějiny
Matan byl založen v roce 1995. Šlo o jedno z nově budovaných židovských sídel městského typu budovaných koncem 20. století podél Zelené linie v rámci programu Jišuvej ha-Kochavim. První obyvatelé se sem nastěhovali roku 1995. Následoval strmý nárůst. Jméno vesnice je inspirováno citátem z biblické Knihy přísloví 18,16 - „Dar otvírá člověku dveře, uvádí ho i k velmožům“
Správní území obce dosahuje 570 dunamů (0,57 kilometru čtverečního). Fungují tu mateřské školy, základní škola, společenské centrum, obchodní zóna, poštovní úřad, policejní stanice, synagoga, veterinární ordinace.
V důsledku druhé intifády počátkem 21. století byly arabské části Západního břehu odděleny od vlastního Izraele pomocí bezpečnostní bariéry.

## Demografie
Podle údajů z roku 2014 tvořili naprostou většinu obyvatel v Matan Židé (včetně statistické kategorie "ostatní", která zahrnuje nearabské obyvatele židovského původu ale bez formální příslušnosti k židovskému náboženství).
Jde o menší obec, která ale vykazuje rysy sídla městského typu, s dlouhodobě rostoucí populací. K 31. prosinci 2014 zde žilo 3600 lidí. Během roku 2014 populace stoupla o 0,8 %.
| Rok            | 2001 | 2003 | 2004 | 2005 | 2006 | 2007 | 2008 | 2009 | 2010 | 2011 | 2012 | 2013 | 2014 |
| -------------- | ---- | ---- | ---- | ---- | ---- | ---- | ---- | ---- | ---- | ---- | ---- | ---- | ---- |
| Počet obyvatel | 2520 | 2774 | 2900 | 3041 | 3186 | 3282 | 3307 | 3456 | 3453 | 3558 | 3554 | 3570 | 3600 |